# Most Vaibaidu
Most Vaibaidu ({{zh|c=外白渡桥|p=Wàibáidù Qiáo; šanghajščina: Ngabahdu Jio), v angleščini imenovan Vrtni most, je prvi most iz jekla in edini ohranjeni primer ločnega paličnega mostu na Kitajskem. Sedanji most je četrti most zahodne zasnove, zgrajen na tej lokaciji od leta 1856, v spodnjem toku ustja potoka Sudžov (prej znanega kot potok Vusong ali Soočov), blizu njegovega sotočja z reko Huangpu, ob Bundu v osrednjem Šanghaju. Povezuje okrožji Huangpu in Hongkou ter je bil odprt 20. januarja 1908. Z bogato zgodovino in edinstveno zasnovo je most Vaibaidu eden od simbolov Šanghaja. Njegova moderna in industrijska podoba se lahko šteje za mestni most. 15. februarja 1994 je mestna vlada Šanghaja razglasila most za primer dediščinske arhitekture in eno od izjemnih struktur v Šanghaju. V nenehno spreminjajoči se metropoli ostaja most Vaibaidu priljubljena atrakcija in ena redkih stalnic v mestnem obzorju.

## Etimologija
O natančnem pomenu imena Vaibaidu (外白渡), ki ga je leta 1873 postavil mestni svet Šanghaja, poteka precejšnja razprava. Po enem viru se je »zgornji tok katere koli reke« imenoval li (裡; notranji, znotraj); spodnji tok se je imenoval wai. Šue Lijong (薛理勇) v svoji knjigi o zgodovini nasipa navaja:

Kitajci so v več primerih uporabljali izraza li 裡 (notranji) in wai 外 (zunanji) za označevanje različnih stopenj bližine lokacije. Vmesno stopnjo je za kraje med tema dvema skrajnostma označeval džong 中 (srednji). To prakso še vedno odraža več krajevnih imen v Šanghaju. Kitajsko ime Vrtni most – vaibaidu čjao 外白渡橋 – je tak primer. Ime je smiselno le v povezavi z drugim mostom, imenovanim libaidu čjao 裡白渡橋, ki je stal globlje v potoku Soočov, medtem ko je Vrtni most stal ob ustju potoka, kjer se ta izliva v reko Huangpu.
Drug vir navaja, da v šanghajščini vaibaidu pomeni prehod preko mostu brez plačila. Ker za prehod mostu ni bilo cestnine, se je začel imenovati Vaibaidu, vendar »medtem ko je staro ime pomenilo 'tujci/zunanji most za prehod s trajektom', se je znak bai spremenil v homofoniko, ki je pomen spremenila v 'zunanji most za brezplačen prehod'«.

## Zgodovina
Preden so bili čez potok Sudžov (takrat znan kot reka Vusong) zgrajeni mostovi, so morali državljani uporabljati enega od treh trajektnih prehodov: enega blizu ceste Džapu, enega pri cesti Džjangši in enega blizu ustja reke Sudžov. Ti prehodi (du v kitajščini) so bili edini način za prečkanje reke, dokler v času dinastije Ming ni bila zgrajena zapornica, kasneje znana kot Stara zapornica, kjer je sedanji most na cesti Fudžjan. V času dinastije Čing je bil v času vladavine cesarja Jongdženga (1723–1735) zgrajen še en zaporni most ('Nova zapornica'), blizu lokacije današnjega mostu na cesti Datong.
Ko je Šanghaj leta 1842 s pogodbo iz Nandžinga postal mednarodno trgovsko pristanišče in so tuje sile dobile koncesije v mestu, se je promet med obema stranema reke Sudžov v 1850-ih močno povečal, kar je povečalo potrebo po mostu blizu ustja reke.

### Willsov most (1856–1871)
Oktobra 1856 sta britanski poslovnež Charles Wills, iz podjetja Jardine, Matheson in Američan Edward Cunningham (1823–1889), »briljanten, a nekoliko impulziven« generalni direktor podjetja Russell & Co., podkonzul Združenih držav Amerike (1853) in tudi konzul konzula Švedske in Norveške v Šanghaju, s finančno pomočjo konzorcija dvajsetih vlagateljev, imenovanega Soochow Creek Bridge Company, prvo podjetje na Kitajskem, ki se je osredotočalo predvsem na gradnjo mostov, zgradil prvi tuji most čez potok Sudžov, na mestu najbolj oddaljenega trajektnega prehoda, da bi olajšal promet med britansko naselbino na jugu in ameriško naselbino severno od reke Sudžov. Zgrajen kot nadomestilo za kitajski most, ki se je zrušil leta 1855 in ga Kitajci niso mogli obnoviti, je bil ta novi most, ki je kmalu postal znan kot Willsov most, v celoti iz lesa in je bil »skupne dolžine 137,16 metra in širine 7,01 metra«. Na strani Hongkou je imel 'vdolbino', ki je omogočala večjim čolnom vstop ali izstop iz potoka Sudžov. Po besedah Francisa Potta »ni bila zelo lepa struktura«.
Wills je na Kitajsko prinesel kapital in investiral v infrastrukturo, ki je koristila tako Kitajcem kot tujcem. V 450-metrski razpon (skupaj z dvižnim mostom) je investiral 12.000 dolarjev in seveda zaračunal pristojbino za prehod. Po Henriotovih besedah naj bi se »naložba povrnila s pristojbino, ki bi se zaračunavala vsem vozilom in mimoidočim v višini 5 taelov na leto za konjsko vprego in en tael za pešca«. »Most je bil odprt za vsakogar, ki je lahko plačal majhno cestnino, kar je 'neprijetno za šanghajsko javnost'.« To cestnino so plačevali tako Kitajci kot tujci, toda tako kot pri mnogih drugih dobrinah in storitvah v Šanghaju so tujci plačevali na kredit – zato so mnogi Kitajci imeli vtis, da tujci gredo brezplačno.« Leta 1863, ko sta se združili britanski in ameriški naselbini, se je cena podvojila, kar je povzročilo resne proteste kitajskega prebivalstva. Lokalno prebivalstvo je Willsovo cestninsko politiko razumelo kot še eno od številnih omejitev tujih sil za Kitajce. Odzvali so se s protestom in bojkotirali most, kantonski trgovci pa so odprli nove trajektne linije.« Džan Re iz Guangdonga je vzpostavil brezplačen trajekt v bližini današnjega križišča s cesto Šanši. V enem pismu uredniku časopisa Šenbao leta 1872 je bilo izraženo ogorčenje, ker so morali Kitajci plačati cestnino za prehod Willsovega mostu, medtem ko so bili tujci oproščeni. Drugo nakazuje, da je lastnik mostu zagotovo »nekdo, ki se spozna na dobiček«. Po besedah Barbare Mittler »Vendar se je to izkazalo za neresnično: občinski svet je Willsu plačeval letno pristojbino za tuje uporabnike«. Po besedah Potta je »podjetje ustvarilo velik dobiček od cestnin, pobranih od tistih, ki so uporabljali most, in trdilo, da je od Taotaija (kitajščina:道台 pinyin: daotai) prejelo listino, ki mu je dala pravico do tega monopola za 25 let. Javnost pa je protestirala in zanikala pooblastilo Taotaija za podelitev takšne listine.« Wills je kmalu postal bogat človek, vendar je 9. septembra 1857 umrl na morju na krovu parnika Bengal družbe P&O.
Do leta 1870 je bil Willsov most precej dotrajan. Šanghajski mestni svet je lastnikom naročil, naj ga popravijo, vendar so ga ignorirali. »Na koncu je mestni svet posredoval, zgradil še en most dvanajst korakov od mostu gospoda Willsa in vsem dovolil, da ga prečkajo brezplačno.«

### Drugi Willsov most (1871–1873)
Ker se je dobiček lesenega mostu zmanjševal, se je podjetje Soochow Creek Bridge Company odločilo zgraditi nov most. Po Pottovih besedah »sta se, ko je podjetje leta 1871 poskušalo postaviti nov železni most, dva droga zlomila in del mostu, ki je bil dokončan, se je pogreznil v reko.«

### Most čez potok Soochow (Vrtni most) (1873–1907)
Šanghajski mestni svet je rešil situacijo z odobritvijo gradnje novega lesenega plavajočega mostu, nekaj metrov zahodno od Willsovega prvotnega lesenega mostu, ki naj bi bil odprt za javnost septembra 1873. Most čez potok Soočov je zgradilo podjetje S.C. Farnham & Co. za 19.513 taelov (brez kamnitih opornikov). Novi most je bil odprt za promet 2. avgusta 1873.
Oktobra 1873 je Šanghajski mestni svet odkupil lastnike Willsovega mostu in odpravil cestnino. To bi moralo končati neupravičene pritožbe zaradi diskriminacije domačinov. Pravzaprav bi bile pritožbe morda usmerjene v nasprotno smer. „Willsov most je bil uničen in zgrajen je bil nov most. Zgrajen je bil nov most, ki je bil dokončan avgusta 1876. Njegova velikost je bila nekoliko večja: 110,30 metra (385 čevljev) dolg in 12,19 metra (40 čevljev) širok, s prehodi na vsaki strani (2,13 metra). Most je stal 12.900 taelov. Drugi most je ostal na mestu do leta 1906.
Prva obsežna popravila mostu so bila opravljena leta 1881, pri čemer je bilo za ponovno oblaganje cestišča in pešpoti porabljenih 4012 taelov.
Nekaj časa po odprtju mostu na severnem koncu Bunda leta 1886, in zaradi bližine, so most Vaibaidu v angleščini imenovali tudi Vrtni most.
Pogovorno je bil most do leta 1873 znan tudi kot Beraški« most ali Most vzdihljajev, ker je »tu mogoče videti najhujšo revščino in človeško bedo – prizore, dovolj žalostne, da bi iz oči čudovitih granitnih zmajev, ki opazujejo mimoidoči, živi tok človeške bede, izvabili solze. Deformirani, gobavi, slepi in najbolj gnusna in odvratna podoba človeštva čepijo v vrstah in vozlih ob straneh« tega mostu.

### 2. most Vaibaidu (1907 do danes)
Leseni Vrtni most so porušili leta 1906 in zgradili nov jekleni most, ki je omogočal prevoz tramvajev in avtomobilov. Ta most je bil zgrajen pod nadzorom občinskega sveta Šanghaja, jeklo pa je bilo uvoženo iz Anglije. Ta drugi most Vaibaidu ('Vrtni most') je zasnovalo britansko podjetje Howarth Erskine Ltd. iz Singapurja. Za gradnjo mostu, ki se je začela 4. avgusta 1906, je bilo odgovorno podjetje Cleveland Bridge & Engineering Company Co. Ltd. iz Darlingtona v okrožju Durham v Angliji, ki je leto prej zgradilo most Viktorijini slapovi čez reko Zambezi v Rodeziji, ki je bil dokončan 29. decembra 1907. Ko je bil odprt 20. januarja 1908, »je bil to najobsežnejša konstrukcija na Kitajskem.« Bil je največji jekleni most v Šanghaju in prvi jekleni palični most, zgrajen na Kitajskem, ter edini ohranjeni primer v državi. Most je imel »skupno dolžino 104,39 metra, od tega 11,20 metra za vozila in 2,9 metra na vsaki strani za pešce. Prostor med mostom in reko je dosegel največ 5,57 metra pri oseki in 3,25 metra pri oseki.« Most je tehtal 900 ton.
Po Cranleyjevih besedah je »lokalni guverner (taotai v Vade–Gilesu) zavrnil prošnjo kitajskega mestnega sveta (SMC) za naložbo kitajske vlade v gradnjo novega vrtnega mostu, ki je leta 1907 nadomestil Willsov most. Tako so prebivalci kitajske občine od 1870-ih naprej uživali v prostem prečkanju potoka Sudžov, zahvaljujoč davčnim zavezancem mednarodne poravnave (večina teh je bila bogatih Kitajcev, ki so bili obdavčeni, vendar niso imeli pravice do zastopanja v SMC do dvajsetih let 20. stoletja).«

#### Atentat na guvernerja Šanghaja (1915)
Opoldne 10. novembra 1915 je bil admiral Tseng Ju Čeng (pinjin: Dženg Ru Čeng; 鄭汝成), guverner okrožja Šanghaj, zvest vladi Beijyang, umorjen na Vrtnem mostu na poti do japonskega konzulata. Bombo je vrgel Vang Mingšan (王明山), osemnajst strelov pa je izstrelil Vang Šjaofeng (王晓峰), še en protimonarhistični revolucionar, z dvema avtomatskima pištolama Mauser. Operaciji je poveljeval revolucionarni general Čen Čimei (陳其美), ki je bil zvest Sun Jat-senu.

#### Prvi šanghajski incident (1932)
Obstreljevanje okrožja Džabei med šanghajskim incidentom 28. januarja 1932 je povzročilo, da je več kot 600.000 kitajskih beguncev poskušalo prečkati Vrtni most v mednarodno naselje. Japonska vojska je za več tednov omejila dostop do mostu. Do 20. februarja 1932 so bili pristopi do »vrtnega mostu v tujo naselbino spet prenatrpani z ljudmi«, ki so se »to jutro zvijali z baklo vojne ob svojih prsih«. Številne bele ruske begunke so postale prostitutke v Šanghaju. Zadnja (ali najnižja) stopnja za kurtizano je bila znana kot »hoja po vrtnem mostu«, saj je vključevala prostitucijo na mostu.

#### Druga kitajsko-japonska vojna (1937–1945)
Med bitko za Šanghaj je imel most Vaibaidu pomembno vlogo. 12. avgusta 1937 so se tisoči beguncev, »množica človeštva«, iz širšega Šanghaja, zgrinjali v tuja naselja skozi Vrtni most, da bi ubežali Japoncem. Konec avgusta 1937 je japonska vojska tujcem prepovedala prehod čez Vrtni most. Konec februarja 1938 je poveljnik garnizije japonskih ekspedicijskih sil na Kitajskem objavil seznam predpisov in spodbud, s katerimi je spodbudil tujce k vrnitvi v okrožje Hongkou, da bi tam živeli, nakupovali ali poslovali. V zgodnjih jutranjih urah 8. decembra 1941, ko je bil Pearl Harbor napaden, so japonske vojaške sile zasedle Mednarodno naselje. Poleg tega je bila »na Vrtnem mostu čez potok Soochow zdaj pregrada, ki je japonsko četrt ločevala od preostalega dela naselja. Po vsem mestu so bile postavljene bodeče žice, na vseh mostovih pa so bile postavljene japonske straže.

#### Popravila
Od 1940-ih je most Vaibaidu doživel štiri večja popravila in okrepitve, vključno z najnovejšim leta 1999. Do leta 1947, po 40 letih uporabe, je občinska uprava opravila pregled, ki je razkril šibkost konstrukcije in nagnjenost k pogrezanju v tla (12,7 cm od leta 1907). Junija 1947 je bilo najeto zasebno podjetje za okrepitev konstrukcije in preprečevanje nadaljnjega pogrezanja. Po tem niso bila opravljena nobena druga večja dela, razen razširitve pešpoti po letu 1949.
Leta 1957 sta inženirski urad občinskega sveta Šanghaja in občinski inženirski inštitut izvedla obsežen pregled, da bi ocenila stanje mostu v petdesetem letu uporabe. Izvedena so bila popravila in sprejeti ukrepi za ohranitev starajočega se mostu. Most je bil prvotno zasnovan tako, da bo zdržal petdeset let.
Leta 1961 je bilo treba popraviti poškodbe asfaltne površine ceste in odstraniti gnilobo na mostovni plošči. Leta 1964 so most prepeljali v ladjedelnico na popravilo, tramvajska proga pa je bila trajno odstranjena. Leta 1965 so lesene pešpoti zamenjali z novimi materiali, betonski stebri so bili ojačani, nameščeni so bili zobati spoji in most je bil prebarvan.

#### Kulturna revolucija (1966–1976)
Leta 1967, med kulturno revolucijo, je Neale Hunter, Avstralec, ki je devet mesecev živel v Broadway Mansions, opisal Vrtni most kot »grdo prepletanje železnih opornikov, spojenih z vijaki«, medtem ko so Rdeči gardisti most preimenovali v »Most proti imperializmu«.
Leta 1970 so na vseh jeklenih komponentah mostu Vaibaidu izvedli obsežno peskanje, da bi odstranili vso rjo. Nato so na most dodali cinkov sprej proti rjavenju, ograje pločnikov pa so bile prebarvane sivo, stranske varnostne ograje pa belo. Leta 1977 je Šanghajski mestni inštitut za načrtovanje pregledal in okrepil nosilce mostu.

#### Poudarki (1980–2007)
Leta 1985 so z mostu postrgali vso barvo, nato pa so most prebarvali. V 1980-ih in 1990-ih se je obseg prometa na nasipu močno povečal in takrat 90 let star most Vaibaidu ni mogel več prenesti bremena. Leta 1991 so zahodno od mostu Vaibaidu zgradili most Vusong Floodgate, nov betonski cestni most, promet čez reko pa so večinoma preusmerili na novi most. Po zaključku projekta preoblikovanja Bunda bo most Vusong Floodgate zaradi novega predora postal zastarel in bo porušen.
Leta 1991 je mestni svet Šanghaja naročil železniškemu uradu Šanghaj, naj oceni most Vaibaidu. Julija 1991 je ladjedelnica Šanghaj zaključila prenovo in obnovo mostu. 15. februarja 1994 je mestni svet Šanghaja razglasil most Vaibaidu za najizjemnejšo gradnjo v mestu.
Sredi leta 1999 je enaindevetdeset let star most »doživel največjo prenovo v svoji zgodovini do danes in je bil obnovljen v polni lepoti, slavi in moči. Zdaj, v novem stoletju, je most še vedno trden in pripravljen, da prenese vremenske vplive in promet ter pozdravi turiste, ki prihajajo v mesto.«

#### Stoletnica (2007)
Decembra 2007 je most Vaibaidu praznoval stoletnico.

#### Odstranitev in obnova (2008)
29. februarja 2008 je bil Vrtni most zaprt za ves promet v pripravah na njegovo odstranitev. 1. marca 2008 je bil most Vaibaidu v okviru projekta prenove Bunda, obsežne preureditve prometnega toka vzdolž Bunda, in v pripravah na svetovno razstavo Expo 2010 v Šanghaju, razrezan na dva dela, ločen od opornikov in z ladjo premeščen v ladjedelnico v Pudongu za obsežna popravila in obnovo. 6. aprila 2008 je bil odstranjen južni del mostu, 7. aprila 2008 pa tudi severni del. Obnovitvena dela je izvedla ladjedelnica Shanghai Shipyards v svojih dokih na cesti Minsheng v Pudongu, uradno pa so se začela 5. aprila 2008.
Obnovljeni most je bil ponovno odprt za pešce 8. aprila 2009. Za promet vozil je bil odprt zgodaj zjutraj 11. aprila. To je bil najobsežnejši obnovitveni projekt od izgradnje mostu Vaibaidu leta 1907.
Ena od izboljšav je bila namestitev LED sistema razsvetljave na mostu, ki se ciklično spreminja v različnih barvah in je bil zasnovan tudi za zmanjšanje porabe električne energije in ponoči naredi most bolj privlačen.

## V popularni kulturi
Most Waibaidu je bil predstavljen v več romanih, med drugim:
- 1933 Mao Dunov roman Zije (Polnoč: Romanca o Kitajski) iz leta 1930, 1933, njegov prvi roman, ki se v celoti dogaja v Šanghaju, se začne z naivnim tujcem, ki prečka Vrtni most, da bi vstopil v Šanghaj;[42]
- 1958 DŽov Erfujev (Êrh-fu Chou) magnum opus, štiridelno Jutro v Šanghaju, ki podrobno opisuje industrijsko in trgovsko življenje v Šanghaju od leta 1949 do 1958, opisuje smrt 'neizrečenih Kitajcev' na Vrtnem mostu;[43]
- 2003 V romanu Šanghaj avtor Donald Moore opisuje Šanghaj leta 1939 in dejanja japonskih čet na Vrtnem mostu ter njihovo zlorabo Kitajcev;[44]
- 2004 Irski pesnik Paddy Bushe (rojen leta 1948) je napisal pesem Prečkanje mostu Vaibaiduja.

Po besedah filmskega kritika Williama Arnolda je »že od kolonialnih časov osrednja točka mesta Šanghaj kraj, kjer Vrtni most prečka vijugasti potok Sudžov, ki se izliva v reko Huangpo. Označuje severno mejo Šanghajskega Bunda in se je pojavil v praktično vsakem filmu, ki je bil kdaj posnet o mestu.«
V ameriški seriji The Amazing Race 16 iz leta 2010 je bil most predstavljen kot označevalec poti, ekipe pa so most poznale le kot "Vrtni most".